# Pelabuhan Ratu

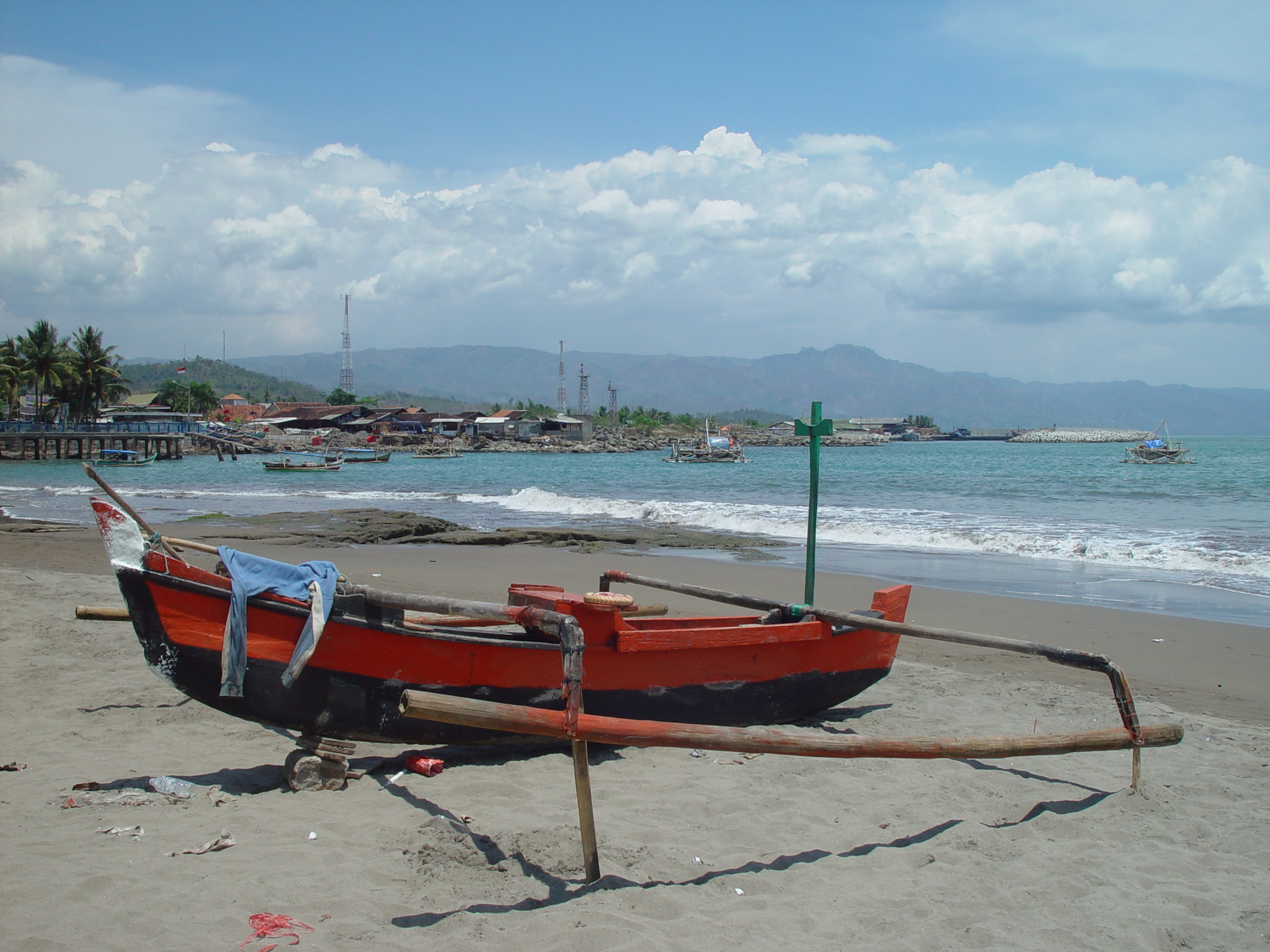
Plage à Pelabuhan Ratu

Pelabuhan Ratu est une ville d'Indonésie. C'est le chef-lieu du kabupaten de Sukabumi dans la province de Java occidental.
Pelabuhan Ratu était autrefois un village de pêcheurs isolé sur la côte méridionale de la province, dans ce que les Hollandais appelaient la « Wijnkoopsbaai ». Les habitants de Batavia puis de Jakarta appréciaient cette plage à environ 4 heures de route de la capitale.

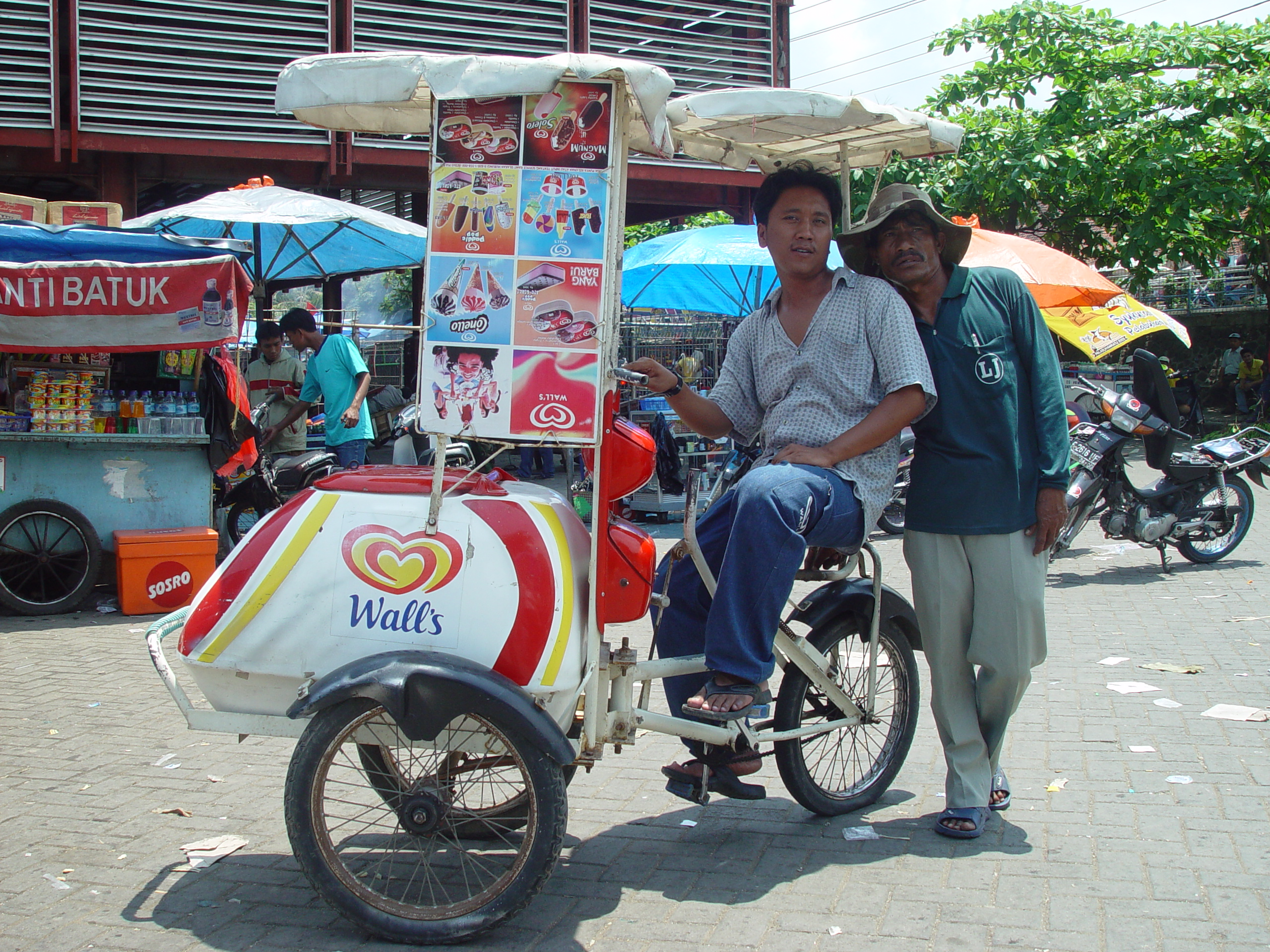
Marchand de glaces et son triporteur à Pelabuhan Ratu

## Origine du nom
Pelabuhan Ratu signifie « le port de la reine » en soudanais. Une autre traduction est "l'endroit où la reine s'est jetée à la mer". En effet, en soundanais, labuhan désigne une offrande que l'on jette à la mer. La reine en question est la Ratu Kidul "la Reine du Sud" qui règne sur l'océan Indien.
Au début des années 1960 Soekarno, le premier président de l'Indonésie, fit, avec les dommages de guerre versés par les Japonais à l'Indonésie, construire en bord de mer le "Samudra Beach Hotel". La chambre 308 est réservée à la Ratu Kidul et est décorée en vert, sa couleur. Le public est autorisé à entrer dans cette chambre pour prier, méditer ou poser à la reine des questions d'ordre spirituel.

## Culture et tourisme
- Le village coutumier de Ciptagelar
- Le géoparc de Ciletuh-Palabuhanratu[4]

Située sur l'océan Indien, Pelabuhan Ratu est devenue un lieu pour les surfers. Les spots les plus connus sont : Cimaja, Sunset Beach, Karang Sari, Karang Aji.